# Badger (Iowa)
Badger és una població dels Estats Units a l'estat d'Iowa. Segons el cens del 2000 tenia 610 habitants.

## Demografia
Segons el cens del 2000, Badger tenia 610 habitants, 227 habitatges, i 172 famílies. La densitat de població era de 139,4 habitants per km².
Dels 227 habitatges en un 41,4% hi vivien nens de menys de 18 anys, en un 64,3% hi vivien parelles casades, en un 8,4% dones solteres, i en un 24,2% no eren unitats familiars. En el 19,8% dels habitatges hi vivien persones soles l'11,9% de les quals corresponia a persones de 65 anys o més que vivien soles. El nombre mitjà de persones vivint en cada habitatge era de 2,69 i el nombre mitjà de persones que vivien en cada família era de 3,1.
Per edats la població es repartia de la següent manera: un 30% tenia menys de 18 anys, un 7,7% entre 18 i 24, un 27,9% entre 25 i 44, un 21,6% de 45 a 60 i un 12,8% 65 anys o més.
L'edat mediana era de 33 anys. Per cada 100 dones de 18 o més anys hi havia 95,9 homes.
La renda mediana per habitatge era de 41.250 $ i la renda mediana per família de 46.250 $. Els homes tenien una renda mediana de 35.000 $ mentre que les dones 21.458 $. La renda per capita de la població era de 15.573 $. Entorn del 6,1% de les famílies i el 7,8% de la població estaven per davall del llindar de pobresa.

## Poblacions més properes
El següent diagrama mostra les poblacions més properes.